# 에릭 아이들
에릭 아이들(Eric Idle, 1943년 3월 29일 ~ )은 잉글랜드의 희극인, 배우, 송라이터, 음악가, 영화 각본가, 극작가이다. 영국을 대표하는 희극 단체 몬티 파이튼 구성원이며, 닐 이니스 등과 함께 비틀즈 패러디 록 밴드 러틀즈(The Rutles)로 활동했다. 영화 《몬티 파이튼과 성배》(1975)를 뮤지컬화한 《스팸어랏》(2005, Spamalot)에서 작가와 공동 작사가를 맡아 2005년 드라마 데스크상, 토니상, 그래미상을 수상하였다. 2012년 하계 올림픽 폐막식에서 공연하였다.

## 출연 작품

### 영화
- 몬티 파이튼과 성배 (1975)
- 라이프 오브 브라이언 (1979)
- 몬티 파이튼 - 삶의 의미 (1983)
- 바론의 대모험 (1988)
- 돈가방을 든 수녀 (1990)
- 유산상속 벼락부자 (1992, Missing Pieces)
- 꼬마유령 캐스퍼 (1995)
- 알란 스미시 영화 (1997)
- 엘라 인챈티드 (2004)
- 슈렉 3 (2007) - 애니메이션

### 텔레비전
- 몬티 파이튼의 비행 서커스 (1969-74)
- 새터데이 나이트 라이브 (1976-79)